# Totalentreprise
En totalentreprise er en entreprise, hvor en totalentreprenør står for både den indledende planlægning af et projekt samt for den efterfølgende udførelse af byggeriet eller anlægget. Totalentreprenøren står således for alle dele af projektet fra dets start til det er færdigt. I almindelige betingelser for totalentreprise udfærdiget af Transport- og Boligministeriet forstås ved ”totalentreprise” en entreprise, der omfatter den væsentligste del af projekteringen og de fleste øvrige ydelser ved byggeriet eller anlægget.
Totalentreprenøren Bøje Nielsen tilbød som en af de første i Danmark totalentrepriser i stor skala i 1970'erne.

## Regulering af totalentrepriser
Totalentrepriser er reguleret af såkaldte ”almindelige betingelser for totalentreprise” (eller forkortet ABT). Der er ikke tale om love, men om aftalte fællesvilkår. Betingelserne er således kun gældende, hvis de er aftalt for den konkrete entreprise. Fravigelse af betingelserne gælder kun, når det tydeligt og udtrykkeligt angives i aftalen, på hvilke punkter fravigelse skal ske.
ABT 93 blev udfærdiget af Boligministeriet 22. december 1993. De angivne standardaftalevilkår kunne anvendes til at regulere aftaleforholdet mellem bygherre og entreprenør i en totalentreprise.
ABT 93 er sidenhen blevet revideret og er nu erstattet af ABT 18, der blev udfærdiget af Boligministeriet 9. januar 1993. ABT 18 er et såkaldt "agreed document", et juridisk regelsæt, der er resultatet af en forhandling mellem repræsentanter for interessenter med forskellige interesser.
Følgende interessenter deltog i udvalgsarbejdet, der ledte til ABT 18: BL Danmarks Almene Boliger, Bygherreforeningen, Bygningsstyrelsen, Danske Arkitektvirksomheder, Dansk Byggeri, Danske Regioner, Dansk Industri, Foreningen af Rådgivende Ingeniører, Kommunernes Landsforening, Kooperationen, SMVdanmark (tidl. Håndværksrådet), TEKNIQ, Vejdirektoratet samt Voldgiftsnævnet for bygge- og anlægsvirksomhed.